# Jenipapo de Minas
Jenipapo de Minas est une municipalité brésilienne de l'État du Minas Gerais et la microrégion de Capelinha.